# Wyślizgowate

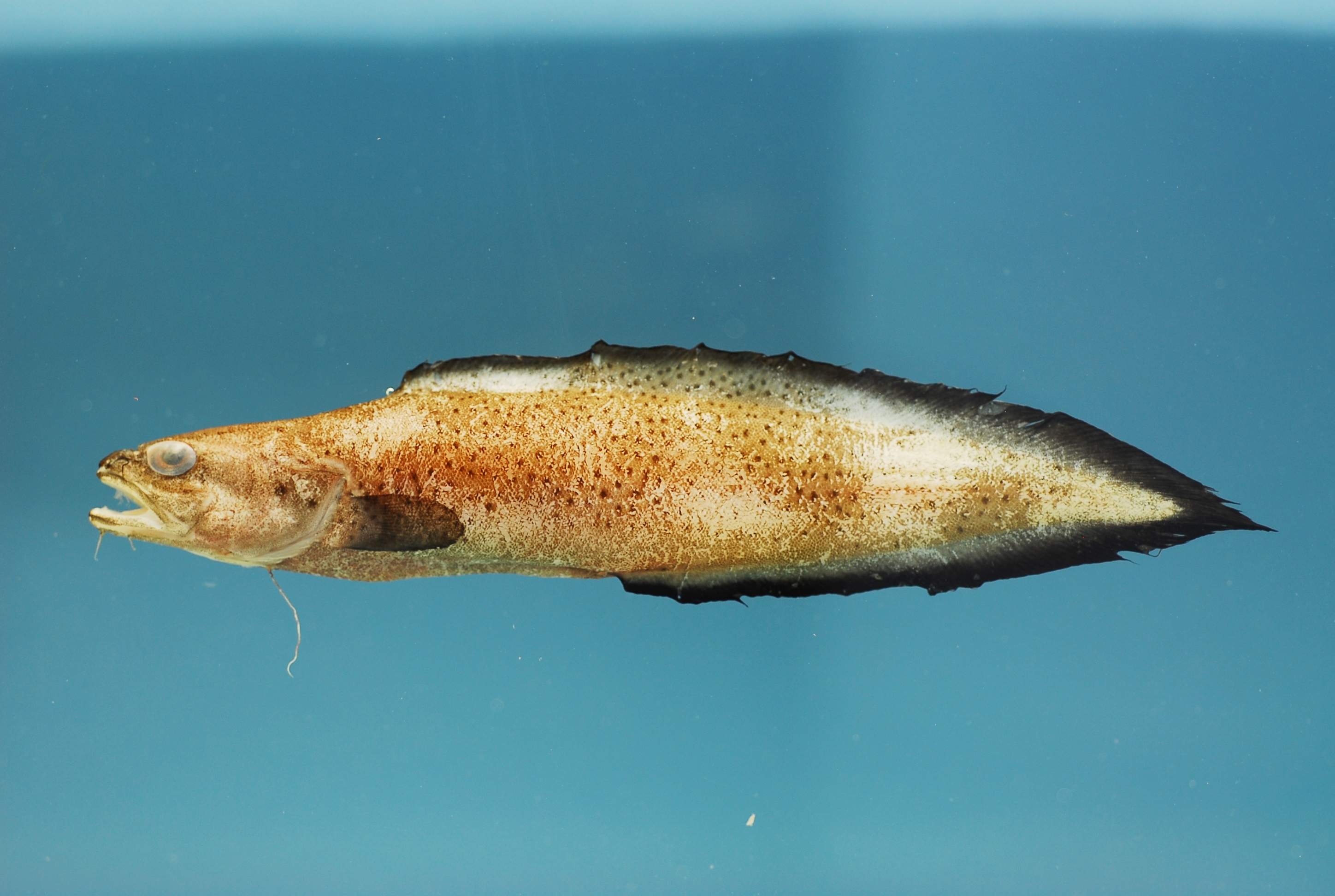
Brotula (Brotula barbata)

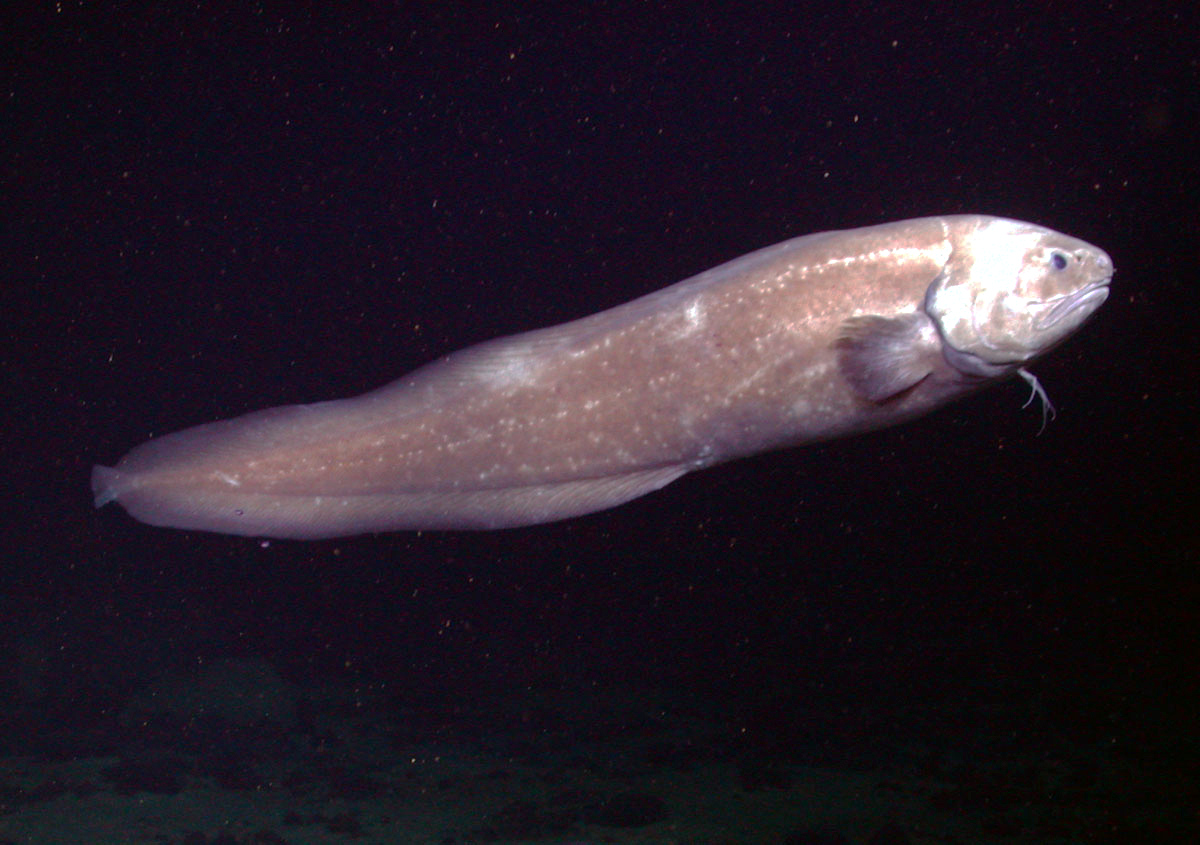
Spectrunculus grandis

Wyślizgowate (Ophidiidae) – rodzina morskich ryb wyślizgokształtnych (Ophidiiformes).

## Zasięg występowania
Ocean Atlantycki, Ocean Indyjski i Ocean Spokojny – strefa tropikalna, subtropikalna i umiarkowana.

## Cechy charakterystyczne
Płetwy brzuszne przekształcone w wici pełniące funkcję narządu dotyku. Płetwa ogonowa połączona z grzbietową i odbytową. W odróżnieniu od karapowatych, ciało wyślizgowatych jest pokryte łuskami, promienie płetwy grzbietowej są dłuższe lub równe promieniom płetwy odbytowej, a w stadium larwalnym dotychczas nie stwierdzono tzw. vexillum. Maksymalną długość osiągają Genypterus capensis (do 1,6 m) i Lamprogrammus shcherbachevi (do 2 m).
Wyślizgowate prowadzą przydenny tryb życia w strefie litoralu. Mają rozwiniętą zdolność komunikacji akustycznej.

## Klasyfikacja
Rodzaje zaliczane do tej rodziny są zgrupowane w podrodzinach Brotulinae (brotulowate), Brotulotaeniinae, Neobythitinae i Ophidiinae:
Abyssobrotula — Acanthonus  — Alcockia  — Apagesoma  — Barathrites — Barathrodemus — Bassogigas — Bassozetus — Bathyonus  — Benthocometes  — Brotula — Brotulotaenia — Cherublemma — Chilara — Dannevigia  — Dicrolene  — Enchelybrotula  — Epetriodus — Eretmichthys  — Genypterus — Glyptophidium  — Holcomycteronus  — Homostolus  — Hoplobrotula  — Hypopleuron  — Lamprogrammus  — Lepophidium — Leptobrotula — Leucicorus  — Luciobrotula — Mastigopterus  — Menziesichthys — Monomitopus  — Neobythites  — Neobythitoides — Ophidion — Otophidium — Parophidion — Penopus  — Petrotyx — Porogadus  — Pycnocraspedum — Raneya — Selachophidium  — Sirembo — Spectrunculus  — Spottobrotula — Tauredophidium — Thalassobathia  — Typhlonus — Ventichthys  — Xyelacyba